# Droit de dalle
 (mars 2024).

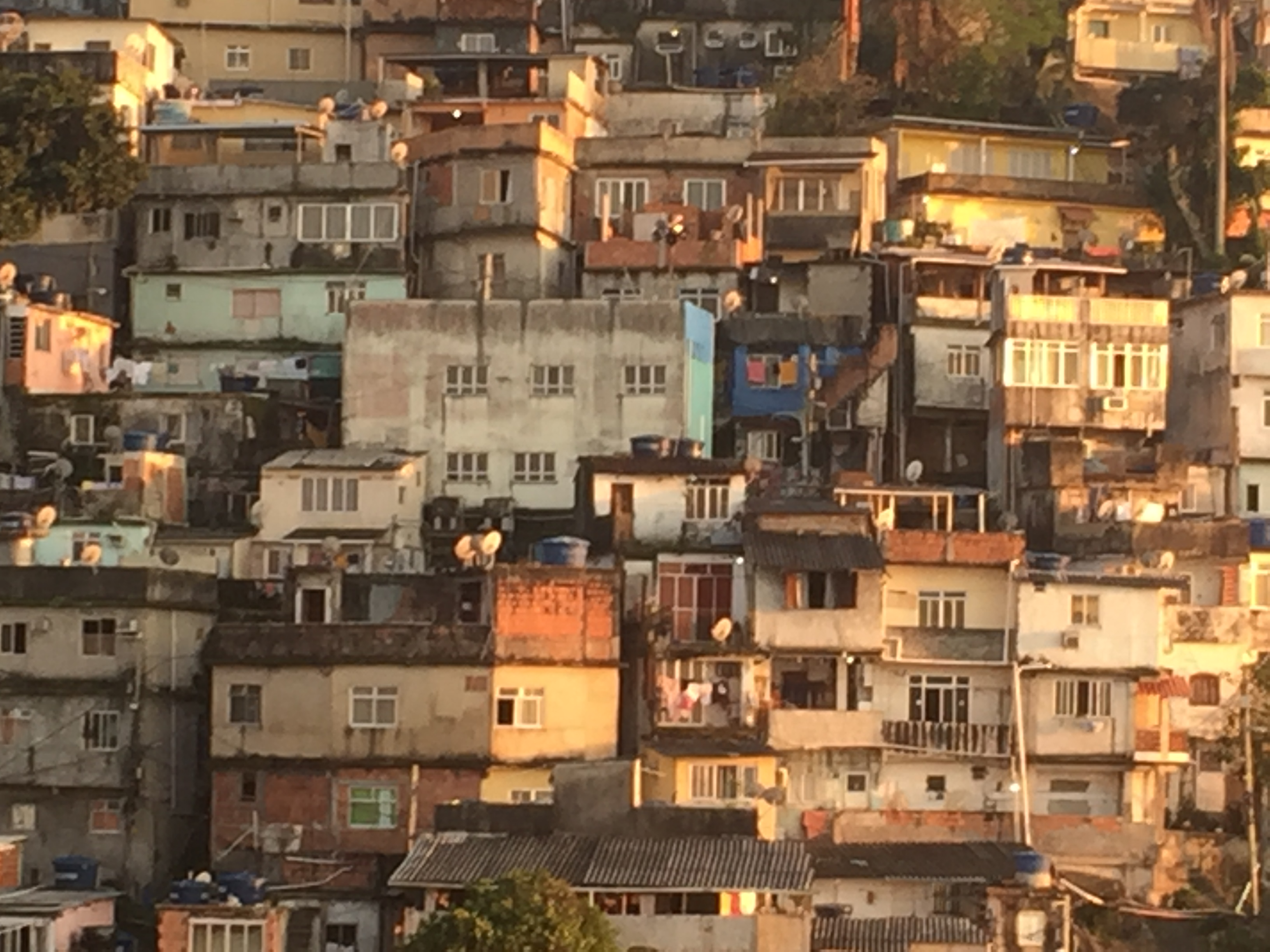
Dans l'architecture typique des favelas, les bâtiments ont quelques étages et sont faits de dalles de béton.

Le droit de dalle, en portugais direito de laje, est un droit réel prévu par l'article 1225 alinéa 13 du Code civil brésilien. Il permet au propriétaire d'un immeuble de vendre la propriété des différents étages (chacun sur une dalle de béton, d'où le nom) sans perdre la propriété globale du bâtiment et sans avoir besoin de créer une copropriété. Ce droit, existant déjà dans la pratique des relations juridiques au sein des favelas, a été intégré dans le droit brésilien par une loi de 2016. L'objectif annoncé de cette loi est d'inciter les propriétaires à vendre davantage de leurs étages, afin de rendre l'accès au logement décent pour les habitants des favelas plus facile. Il y a débat sur la pertinence et l'efficacité de cette reconnaissance par le droit étatique.